# پلون (بلغارستان)
پلون (بلغارستان) (به لاتین: Pleven) یک شهر در بلغارستان است که در Pleven Municipality واقع شده‌است.

## خصوصیات
پلون ۸۵ کیلومترمربع مساحت و ۱۰۶٬۹۵۴ نفر جمعیت دارد و ۱۱۶ متر بالاتر از سطح دریا واقع شده‌است.

## خواهرخوانده
شهرهای کافادارچی، گورنیی میلانوواس، بورسا، ادسا (یونان)، روستوف-نا-دونو، کایزرسلاوترن، گویمارائس، بیتولا، برئیلا و میکولائیف خواهرخوانده‌های پلون (بلغارستان) هستند.

## نگارخانه

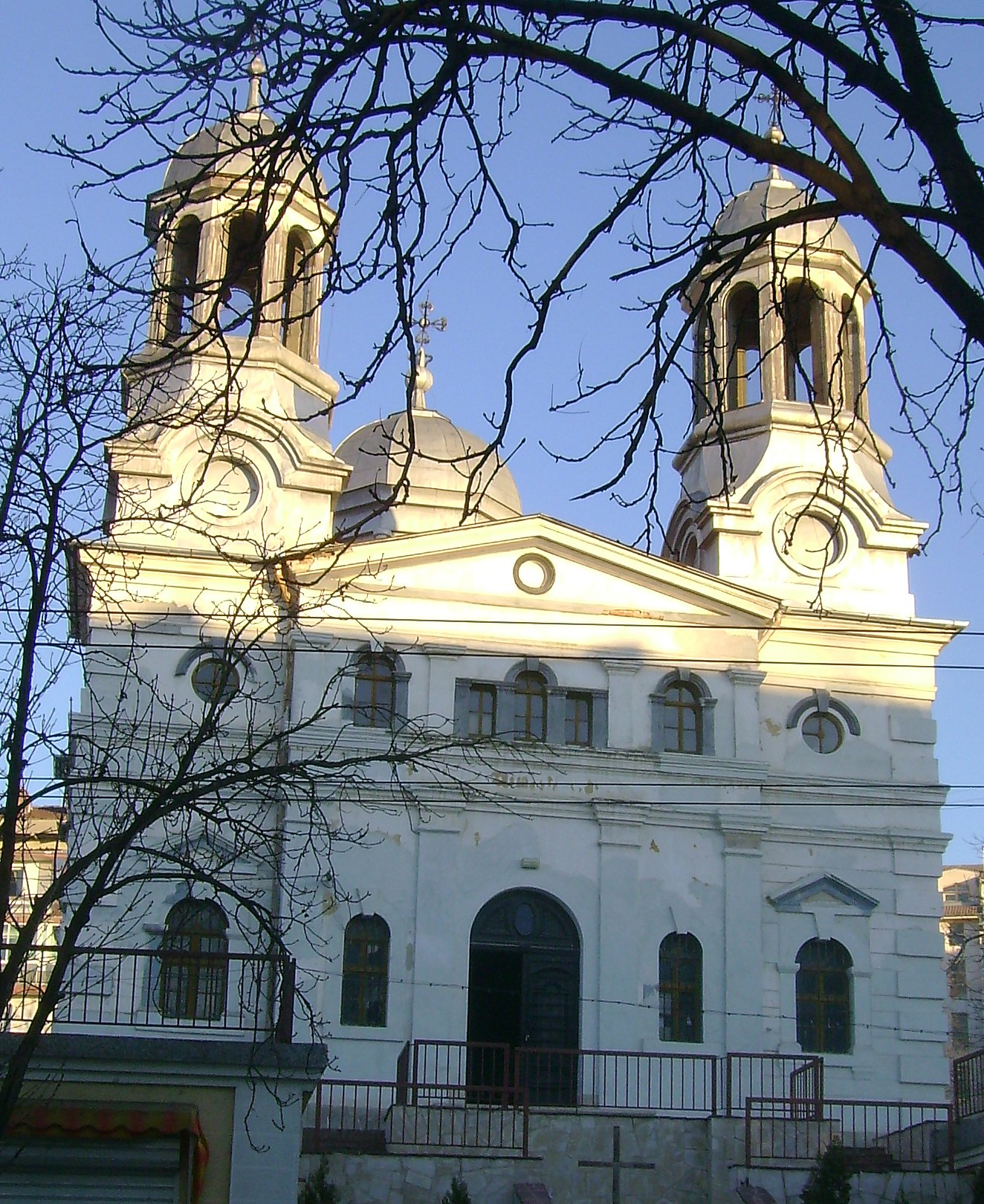
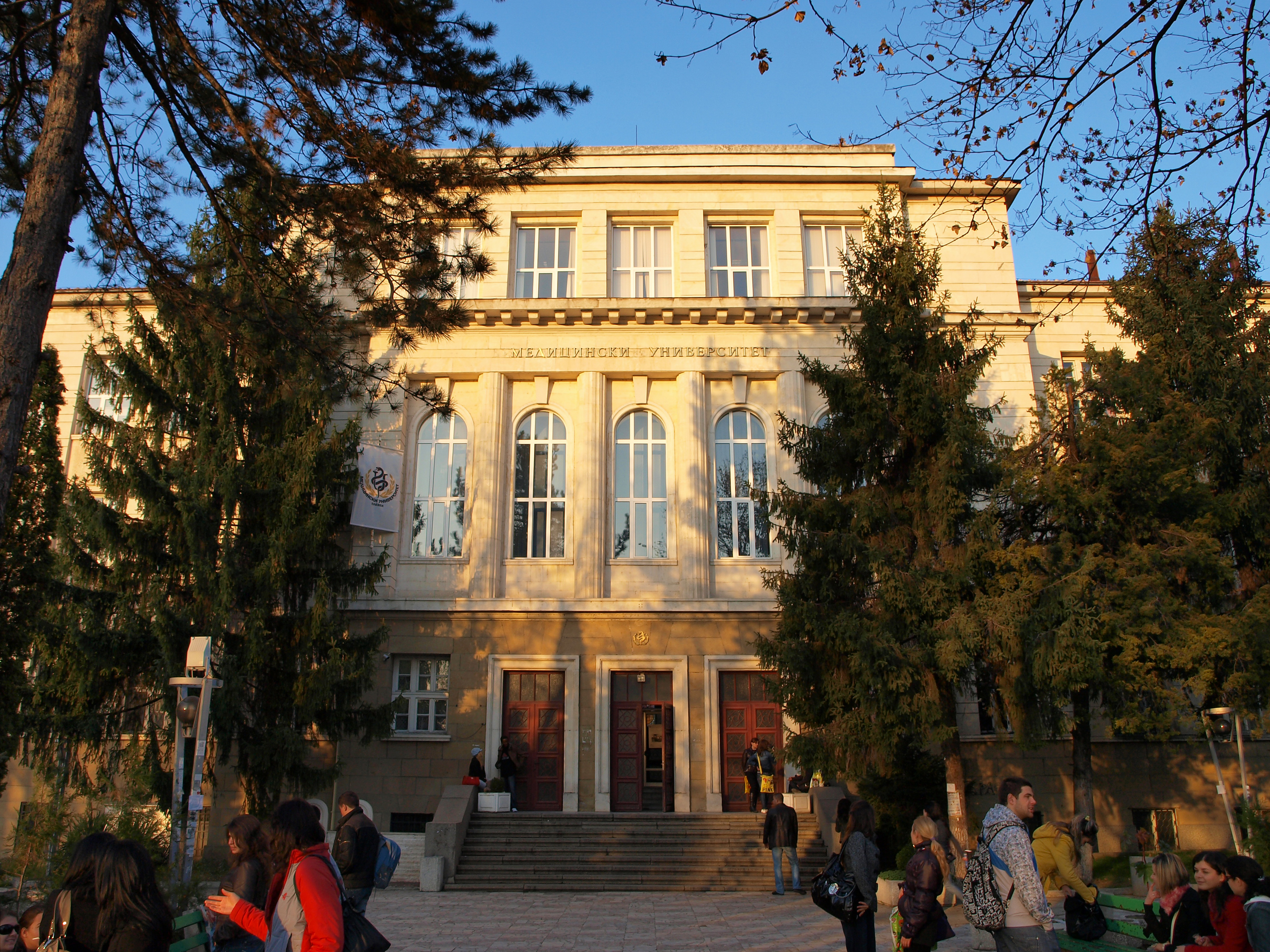
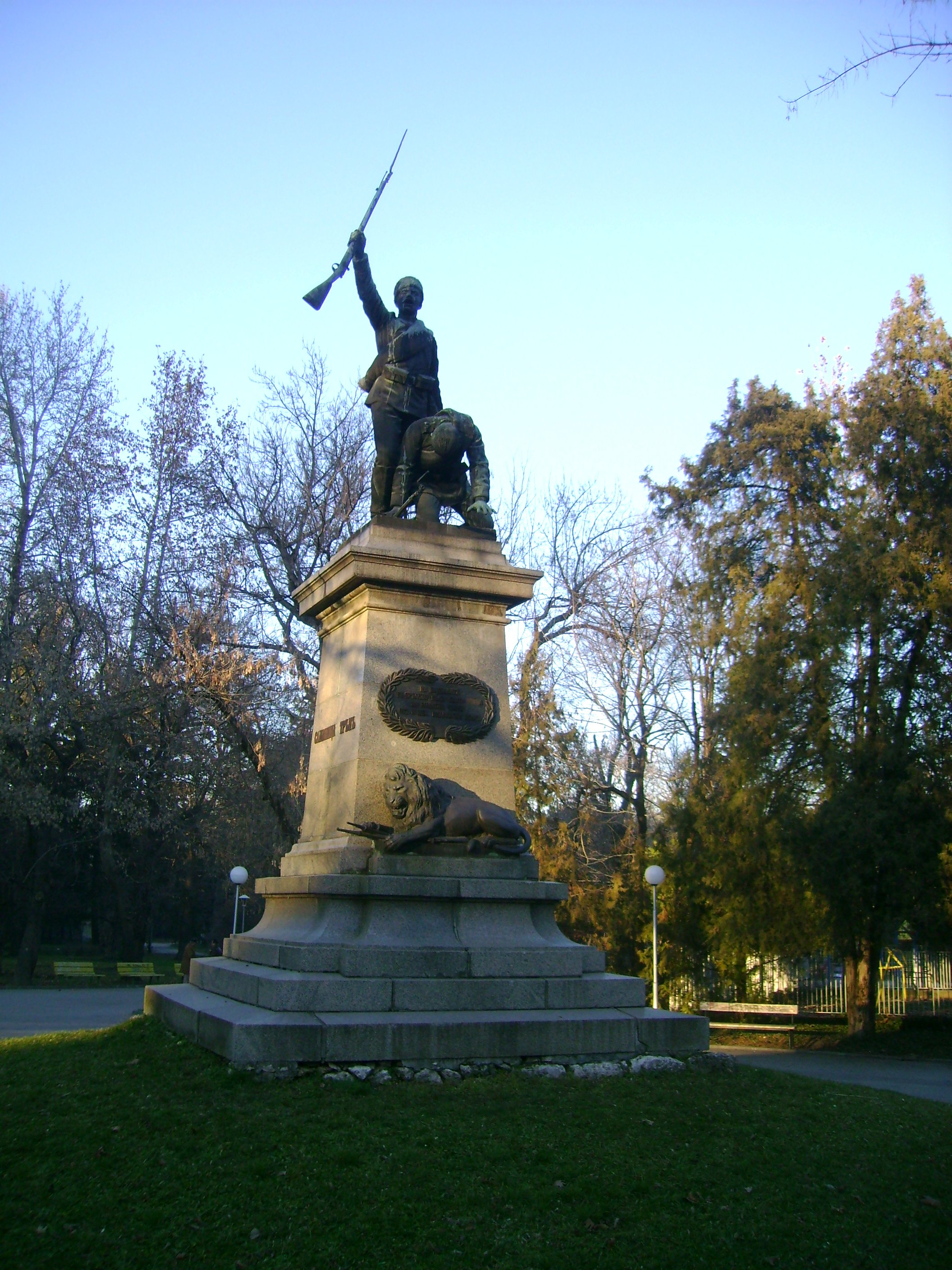
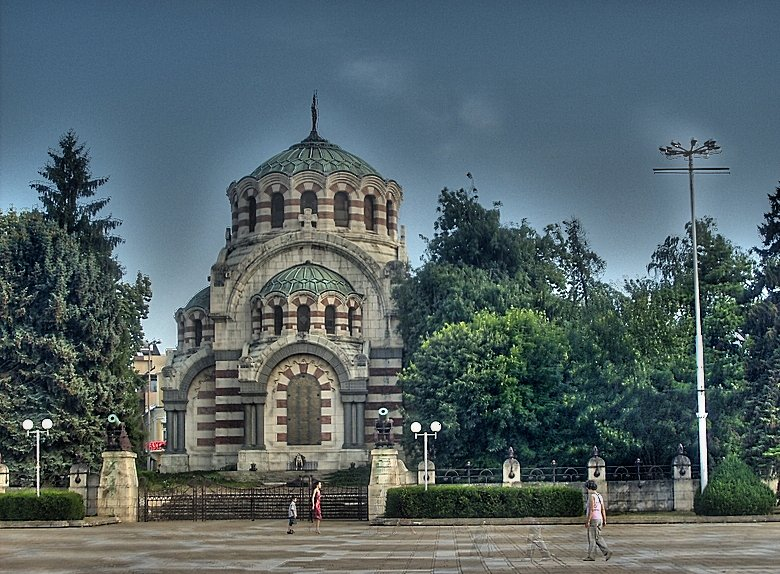
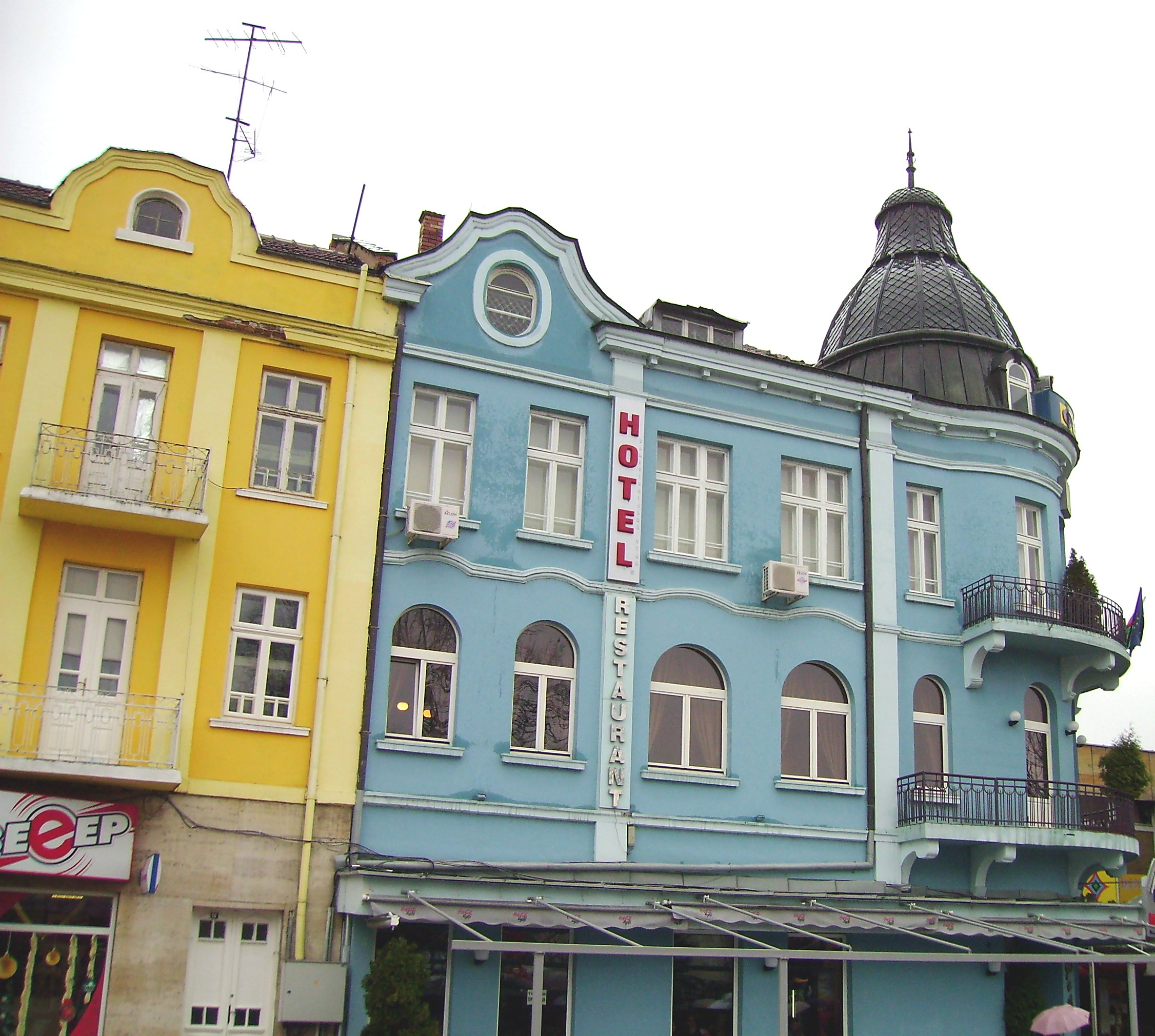
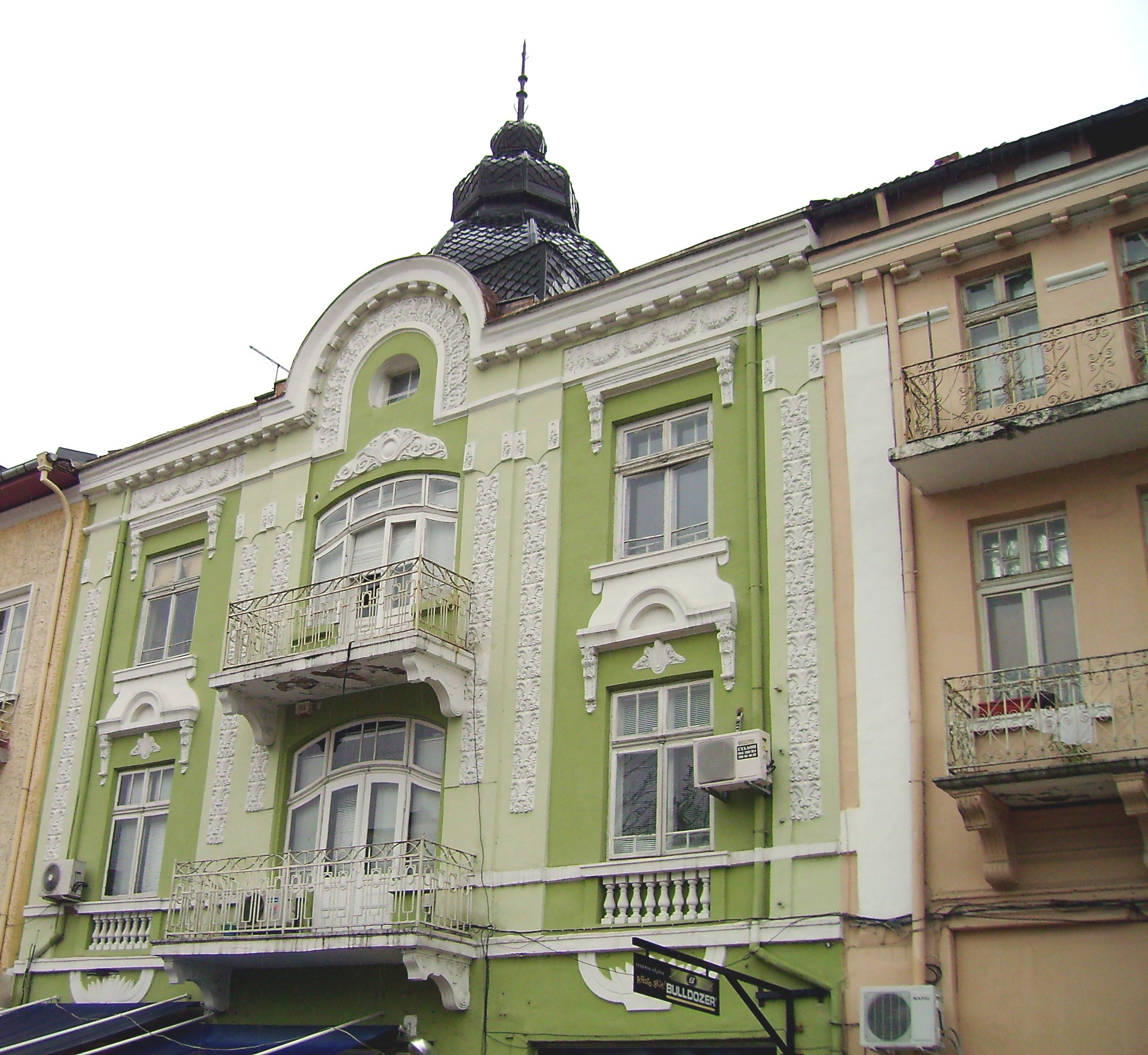
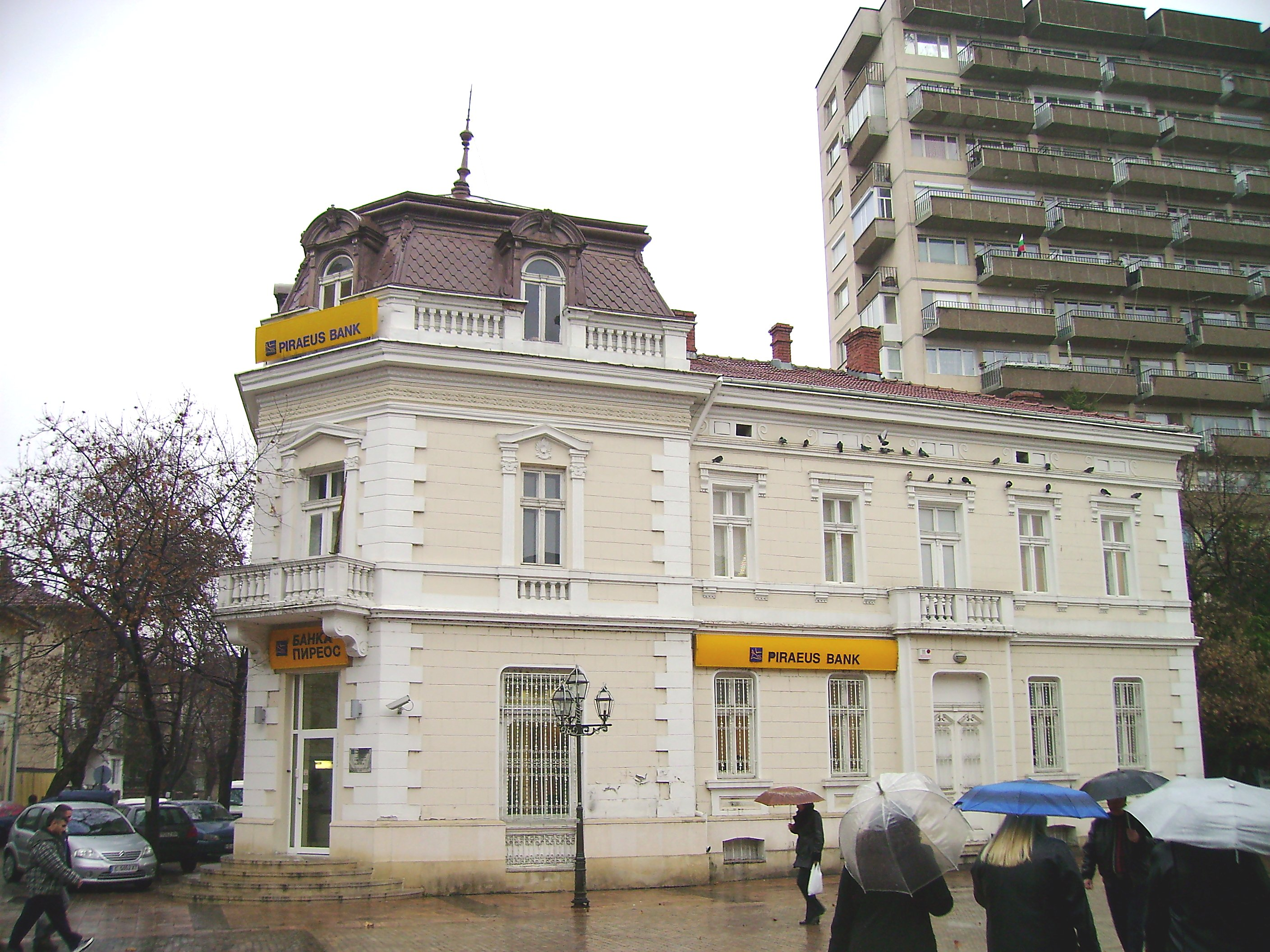
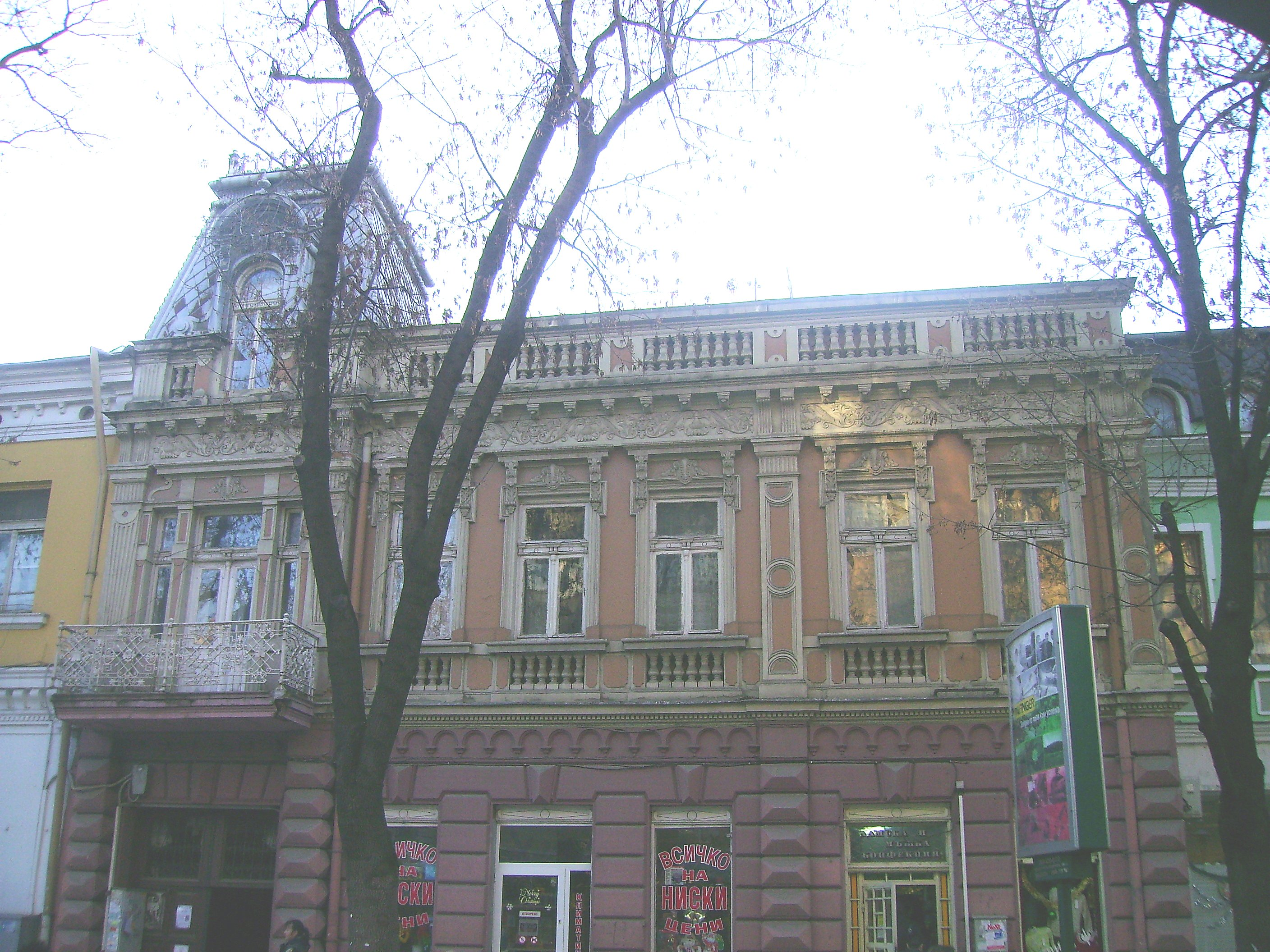
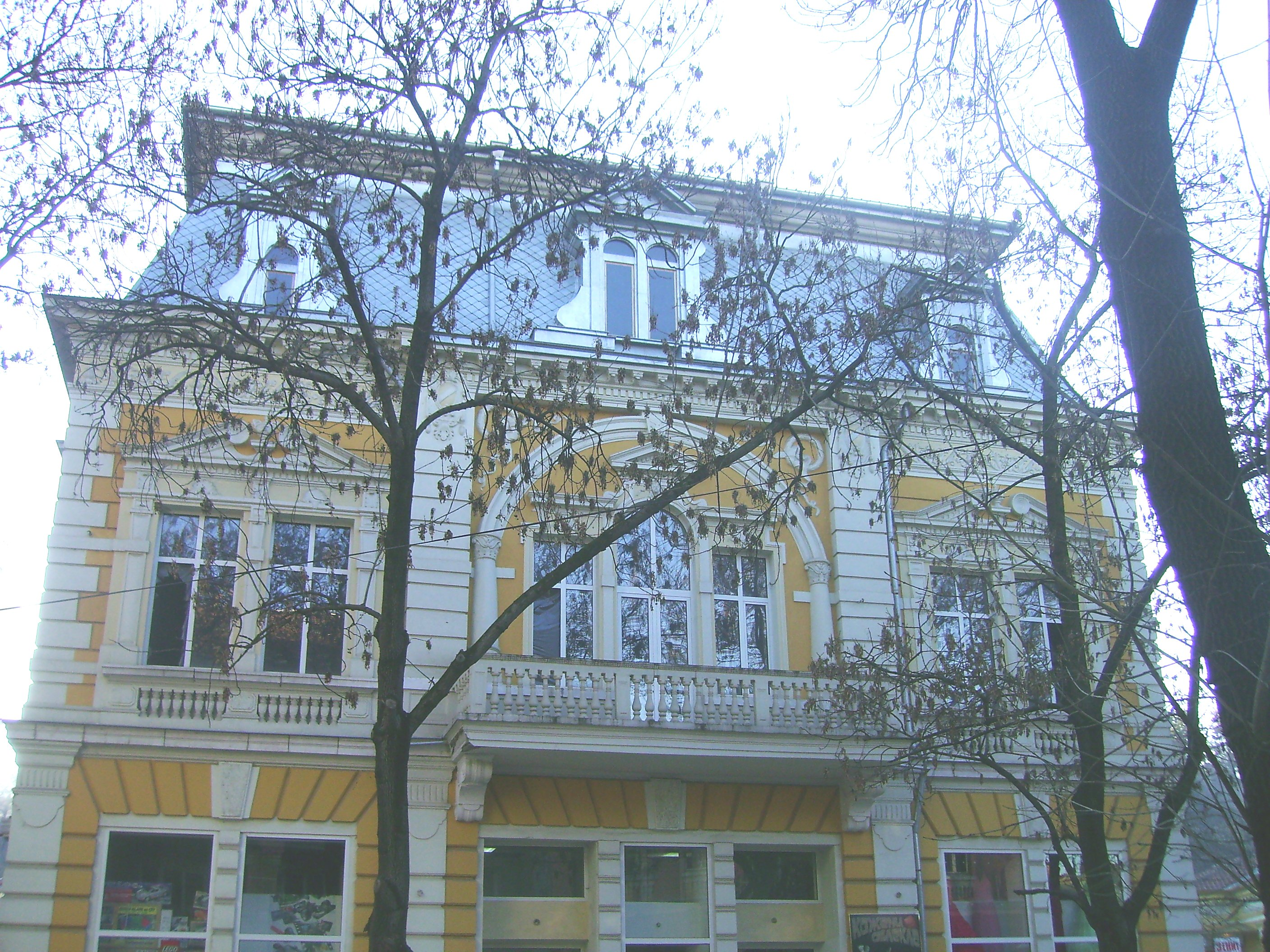
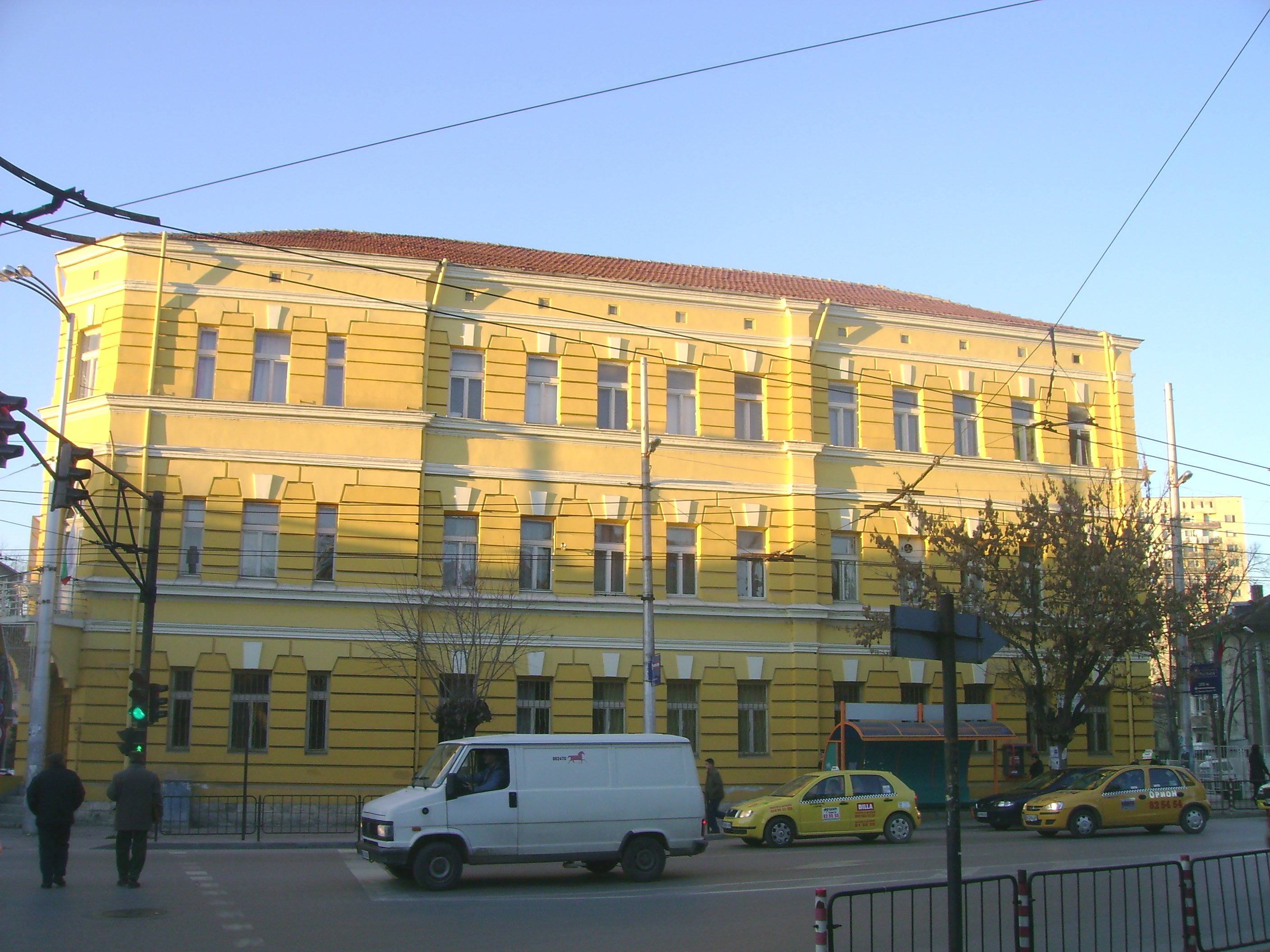
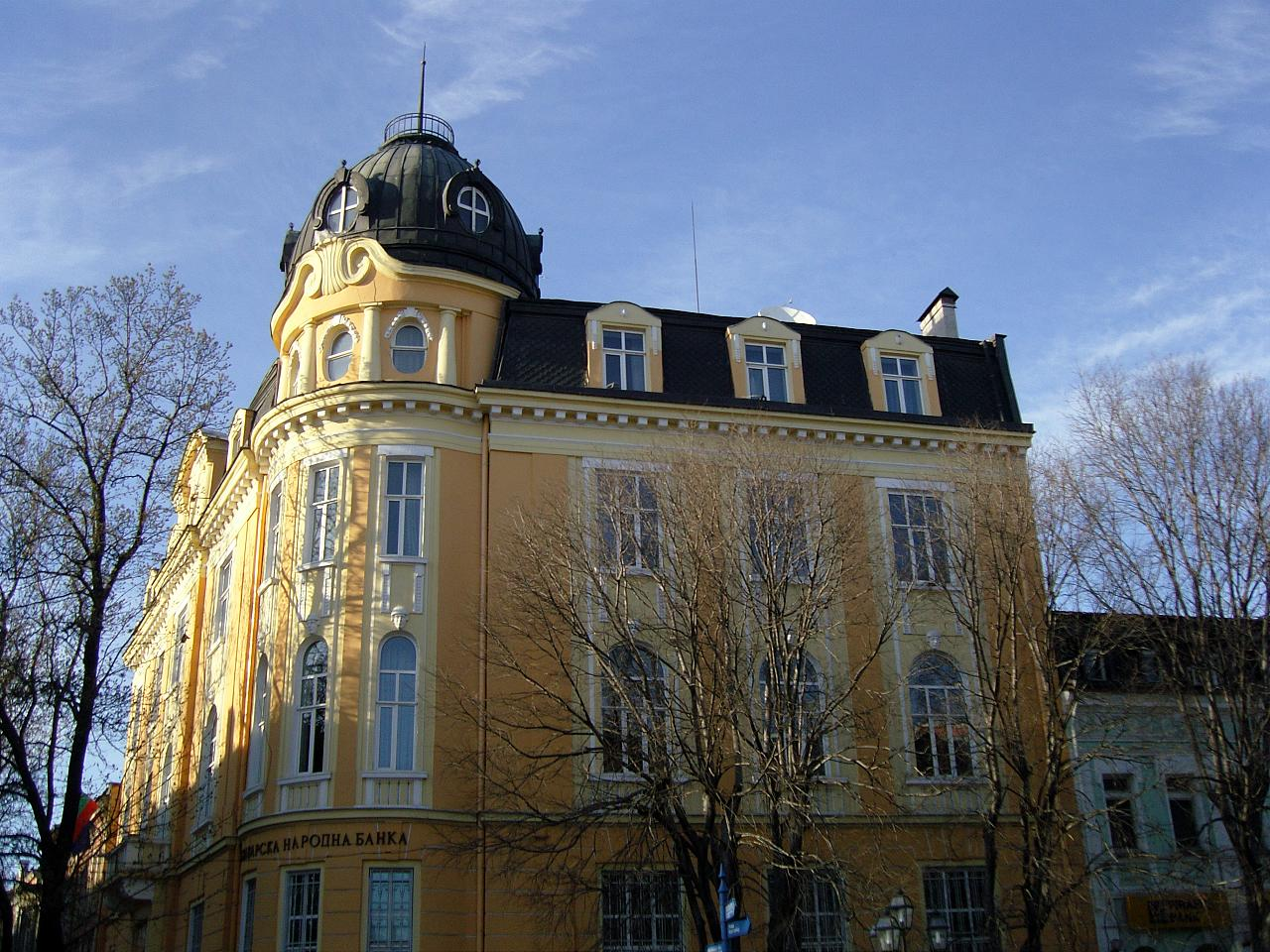
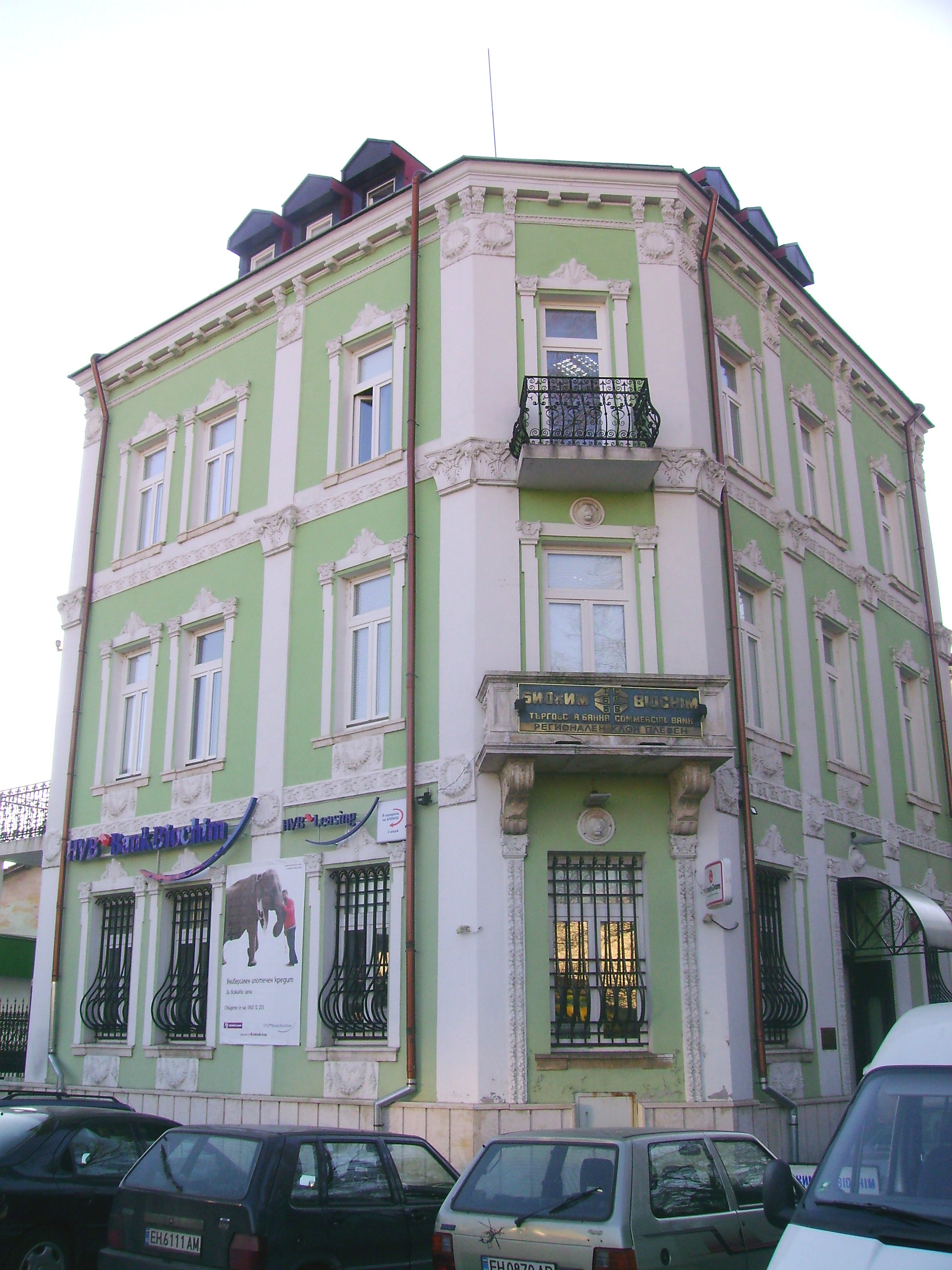
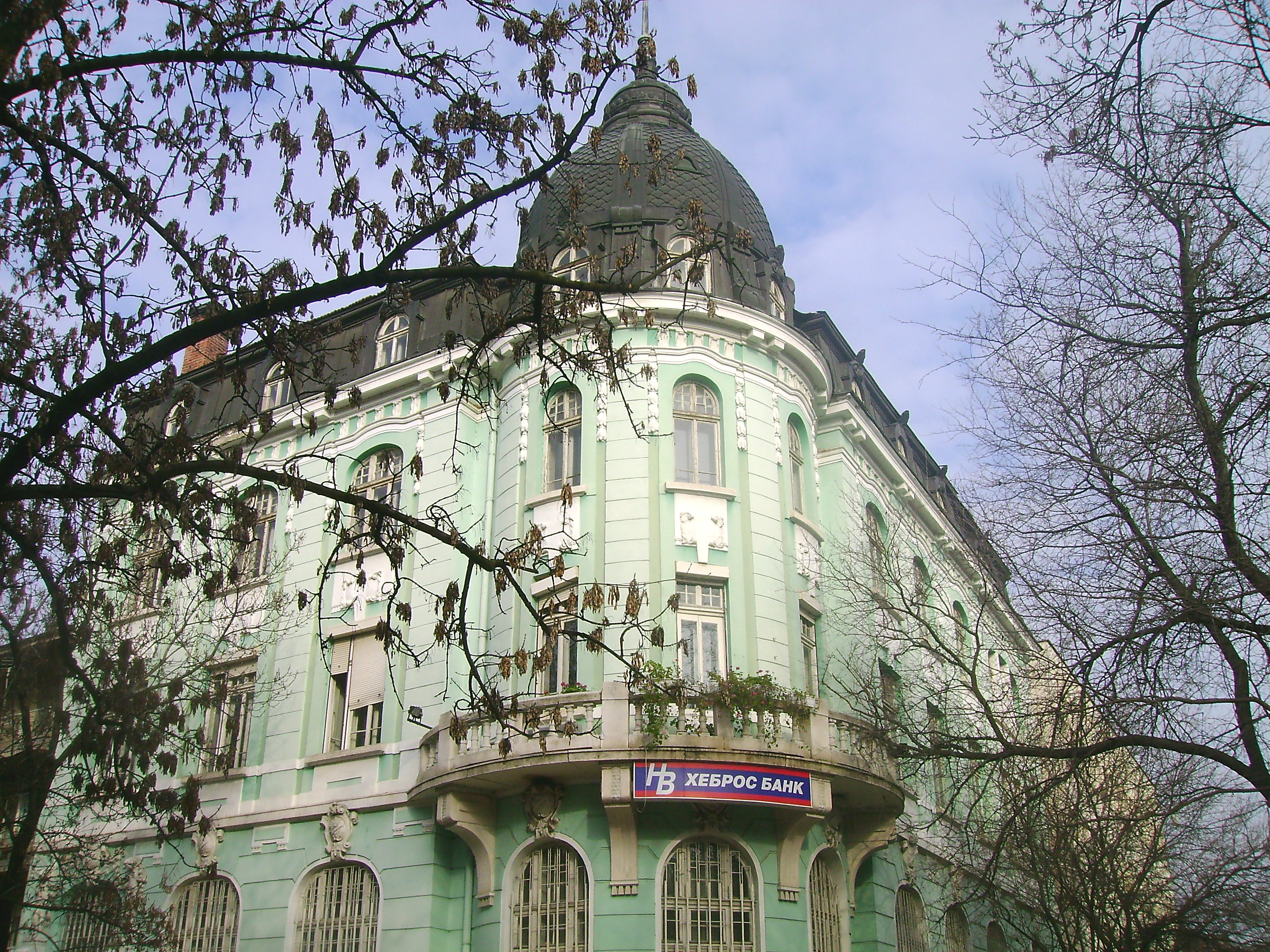
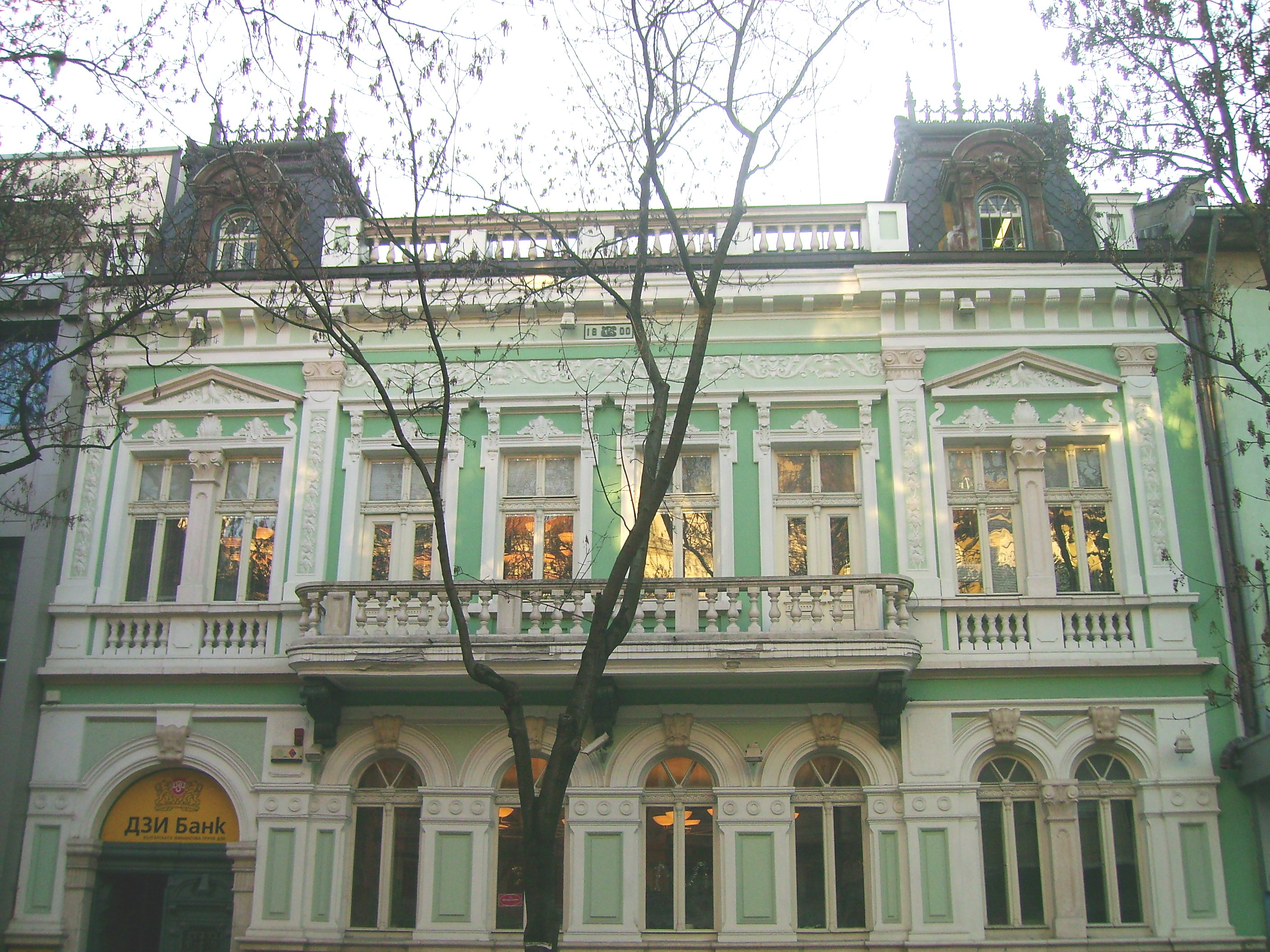